# East Point
East Point é uma cidade localizada no estado americano da Geórgia, no Condado de Fulton.

## Demografia
Segundo o censo americano de 2000, a sua população era de 39.595 habitantes.
Em 2006, foi estimada uma população de 42.204, um aumento de 2609 (6.6%).

## Geografia
De acordo com o United States Census Bureau tem uma área de 35,6 km², dos quais 35,6 km² cobertos por terra e 0,0 km² cobertos por água.

## Localidades na vizinhança
O diagrama seguinte representa as localidades num raio de 16 km ao redor de East Point.